# Rio Caxixa
Rio Caxixa är ett vattendrag i Brasilien.   Det ligger i delstaten Espírito Santo, i den sydöstra delen av landet, 900 km sydost om huvudstaden Brasília.
Omgivningarna runt Rio Caxixa är huvudsakligen savann. Runt Rio Caxixa är det ganska glesbefolkat, med 30 invånare per kvadratkilometer.